# Acklam
Acklam is een civil parish in het bestuurlijke gebied Ryedale, in het Engelse graafschap North Yorkshire met 168 inwoners.

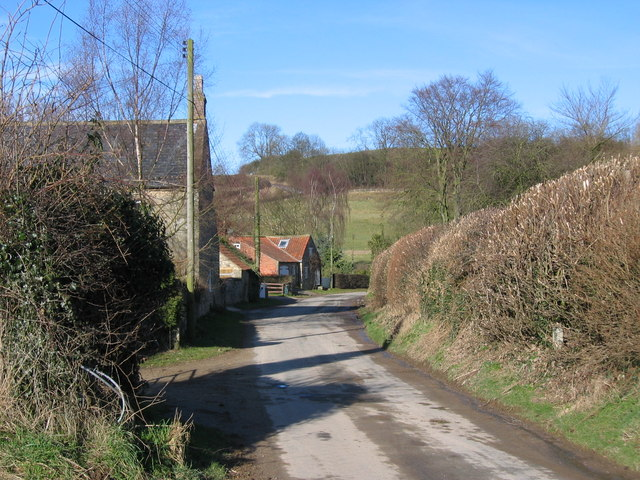
Acklam